# Cheongnyong-dong, Cheonan
Cheongnyong-dong (koreanska: 청룡동) är en stadsdel i staden Cheonan i provinsen Södra Chungcheong, i den centrala delen av landet, 90 km söder om huvudstaden Seoul. Den ligger i stadsdistriktet Dongnam-gu.